# La Cangrejera
La Cangrejera är en ort i Mexiko.   Den ligger i kommunen Coatzacoalcos och delstaten Veracruz, i den sydöstra delen av landet, 500 km öster om huvudstaden Mexico City. La Cangrejera ligger 34 meter över havet och antalet invånare är 299.
Terrängen runt La Cangrejera är platt. Runt La Cangrejera är det ganska tätbefolkat, med 222 invånare per kvadratkilometer. Närmaste större samhälle är Coatzacoalcos, 9,9 km väster om La Cangrejera. Omgivningarna runt La Cangrejera är en mosaik av jordbruksmark och naturlig växtlighet.